# 米格拉涅斯
米格拉涅斯，是西班牙卡斯蒂利亚-莱昂塞戈维亚省的一个市镇。 总面积19平方公里，总人口168人（2001年），人口密度9人/平方公里。